# سكوت أوين
سكوت أوين (بالإنجليزية: Scott Owen)‏ هو ملحن أسترالي، ولد في 14 فبراير 1975 في ملبورن في أستراليا.

## وصلات خارجية
- سكوت أوين على موقع ميوزك برينز (الإنجليزية)
- سكوت أوين على موقع ديسكوغز (الإنجليزية)